# Индустрија вуне
Индустрија вуне или вунарска индустрија бави се прерадом и производњом арикала од вуне, за потребе становништва. Вуна се користила још у далекој прошлости, пре око 35.000 година, судећи према остацима пронађеним у пећинама Грузије. Данас су највећи произвођачи вунарских продуката Аустралија (мерино), Кина и Нови Зеланд, са укупним уделом од преко 50% светске производње.
Прва фабрика овог типа у Србије отворена је у Топчидеру 1850. године (Војничка сукна и ћебади), затим у Ужицу и Параћину 1880. Најзначајнија фабрика отворена је 1896. године у Лесковцу (данашњи вунарски комбинат „Летекс“), чијим су капиталом основане бројне радионице широм Београда. Осим поменутих значајни произвођачи су и „Слобода“ — Кула, „Грделица“ — Грделица, „Вучје“ — Вучје и др. Годишња производња вуне у Србији износи око 4 хиљаде тона.